# Leander (Teksas)
Leander – miasto w Stanach Zjednoczonych, w stanie Teksas, w hrabstwach Williamson i Travis. Według spisu z 2020 roku liczy 59,2 tys. mieszkańców. W latach 2010–2019 było drugim najszybciej rozwijającym się miastem w Stanach Zjednoczonych. Jest częścią obszaru metropolitalnego Austin.

## Historia
Zostało założone w 1882 r., a nazwa pochodzi od imienia jednego z inżynierów budujących linię kolejową przechodzącą obok miasta – Leandera "Catfish" Browna. Prawa miejskie uzyskało 21 stycznia 1978 roku.

## Demografia
Według przeprowadzonego przez United States Census Bureau spisu powszechnego w 2010 miasto liczyło 26 521 mieszkańców, co oznacza wzrost o 249,1% w porównaniu do roku 2000. Natomiast skład etniczny w mieście wyglądał następująco: Biali 80,2%, Afroamerykanie 4,8%, Azjaci 2,4%, pozostali 12,6%. Kobiety stanowiły 50,7% populacji.